# Paloma Estrada Muñoz
Paloma Estrada Muñoz es una arqueóloga, antropóloga, investigadora, defensora de derechos humanos y feminista mexicana. Cómo arqueóloga ha participado en proyectos de investigación en quince estados de México; cómo investigadora e integrante de la Comisión Independiente de Derechos Humanos de Morelos (CIDHM).

## Trayectoria
Estrada Muñoz estudió arqueología en la Escuela Nacional de Antropología e Historia (ENAH) y es maestra en Estudios de Igualdad de Género por la Universidad Internacional Menéndez Pelayo y el Consejo Superior de Investigaciones Científicas. 
La trayectoria de Estrada Muñoz puede dividirse en sus investigaciones en arqueología y antropología y en la defensa de los derechos de las mujeres. Sus actividades en Centros del Instituto Nacional de Antropología e Historia las cuales se han extendido a quince estados de México incluyendo Morelos, el Estado de México y Guerrero, estado donde dirigió el Proyecto Especial Oxtotitlán. Su actividad en estas áreas se ha visto determinada por su enfoque de género, dando como resultado el estudio y publicación de la actividad invisibilizada de las mujeres en la historia de la arqueología y antropología en México en libros como Las mujeres en la arqueología mexicana (1876-2006): Logros, trabajos y aportes.
Por otro lado Estrada es coordinadora de investigación en la CIDHDM, organización de la sociedad civil desde donde ha publicado Violencia feminicida en Morelos (2005) y Análisis jurimétrico prospectivo del impacto de las políticas públicas en materia de Derechos Humanos en el estado de Morelos (20008), materiales hechos en conjunto con el Congreso del Estado de Morelos. Ante el incremento de la violencia feminicida en el estado de Morelos, realizó activismo por el establecimiento en esa entidad de la Alerta de Violencia de Género en contra las Mujeres, misma que se consiguió en 2015.

## Obra
- 2012 - Las mujeres en la arqueología mexicana (1876-2006): Logros, trabajos y aportes.
- 2020 - Sexuando la historia de la arqueología mexicana. Un aporte desde la arqueología social y feminista